# Maria Michalk

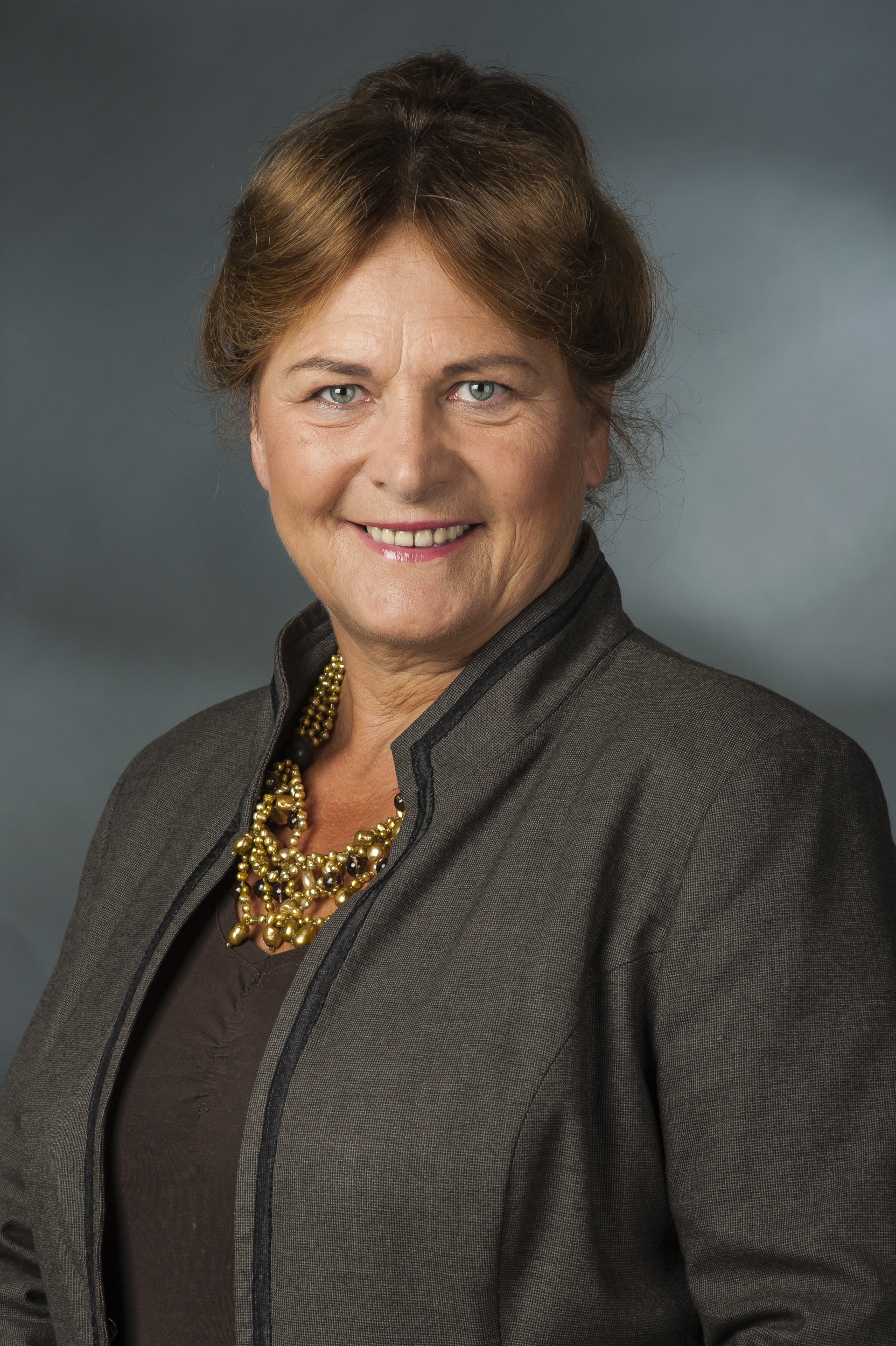
Maria Michalk (2014)

Maria Ludwiga Michalk geb. Ziesch (obersorbisch Marja Michałkowa rodź. Cyžec, * 6. Dezember 1949 in Merka, Landkreis Bautzen) ist eine deutsche Politikerin (CDU) sorbischer Ethnizität.
Sie war von 1991 bis 1994 stellvertretende Vorsitzende der CDU/CSU-Bundestagsfraktion. Dem Bundestag gehörte sie von 1990 bis 1994 und erneut von 2002 bis 2017 an.

## Leben und Beruf
Nach dem Schulabschluss an der sorbischen Oberschule in Radibor absolvierte Maria Michalk von 1966 bis 1968 eine Lehre zur Industriekauffrau und besuchte anschließend eine Fachschule für Betriebsökonomie, die sie 1972 als Ökonomin beendete. Danach arbeitet sie in der Buchhaltung des Elektroporzellanwerks Margarethenhütte in Großdubrau, bis sie 1976 ein Fernstudium an der Hochschule für Verkehrswesen in Dresden aufnahm, welches sie 1979 aufgab. Sie widmete sich stattdessen der Betreuung ihrer Kinder und war daneben von 1986 bis 1990 als Sachbearbeiterin in einem Rechtsanwaltsbüro tätig. 1995 begann sie als Projektleiterin bei der Fortbildungswerk Sachsen gGmbH und war von 1996 bis 2002 schließlich deren Geschäftsführerin.
Maria Michalk ist katholische Sorbin, verheiratet und hat drei Kinder.

## Partei
1972 trat Maria Michalk in die damalige CDU der DDR ein. Sie gehört seit 1990 dem Vorstand des CDU-Kreisverbands Bautzen an und war dort von 1992 bis 2010 Vorsitzende des Kreisverbandes. Sie war außerdem von 1996 bis 2001 Landesvorsitzende der Frauen-Union in Sachsen. Von 1996 bis 2012 gehörte sie dem CDU-Bundesvorstand an.

## Abgeordnete
Maria Michalk gehörte von März bis Oktober 1990 der ersten frei gewählten Volkskammer der DDR an. Sie zählte auch zu den 144 von der Volkskammer gewählten Abgeordneten, die am 3. Oktober 1990 Mitglied des Deutschen Bundestages wurden. Dem Bundestag gehörte Maria Michalk zunächst bis Dezember 1990 an.
Am 13. Februar 1991 zog sie als Nachrückerin für den ausgeschiedenen Abgeordneten Hans Geisler in den ersten gesamtdeutschen Bundestag in Bonn ein, dem sie dann bis zum Ende der Legislaturperiode 1994 angehörte. In dieser Zeit war sie auch stellvertretende Vorsitzende der CDU/CSU-Bundestagsfraktion.
Seit 2002 war Maria Michalk wiederum Mitglied des Deutschen Bundestages.
Sie zog 1991 über die Landesliste Sachsen und ab 2002 als direkt gewählte Abgeordnete des Wahlkreises Bautzen – Weißwasser in den Bundestag ein. Bei der Bundestagswahl 2005 erreichte sie hier 38,5 % der Erststimmen.
2009 wurde sie mit 42,3 Prozent der Erststimmen im Wahlkreis 157 Bautzen I erneut in den Deutschen Bundestag gewählt. Im Wahljahr 2013 erreichte sie mit 49,2 % der Erststimmen ihr bisher bestes Wahlergebnis in ihrem Wahlkreis und zog somit zum vierten Mal als direkt gewählte Abgeordnete in den Deutschen Bundestag ein.
Sie war in der 18. Legislaturperiode des Deutschen Bundestags ordentliches Mitglied im Ausschuss für Gesundheit und dort Obfrau der CDU/CSU-Bundestagsfraktion; darüber hinaus ist sie stellvertretendes Mitglied im Ausschuss für Kultur und Medien und im Ausschuss für Arbeit und Soziales. Außerdem war sie Schriftführerin im Bundestag. Im Oktober 2016 kündigte Michalk an, im Herbst 2017 nicht wieder für den Bundestag zu kandidieren.

## Gesellschaftliches Engagement
Ein Schwerpunkt von Maria Michalks Engagement liegt auf der Förderung und Erhaltung der sorbischen Kultur. So war sie von 1991 bis 1994 Vorsitzende des Parlamentarischen Beirates der Stiftung für das sorbische Volk und von 1994 bis 1999 schließlich Vorsitzende des Stiftungsrates selbst. Von 2000 bis 2019 war sie Vorsitzende des Rates für sorbische Angelegenheiten im Freistaat Sachsen.
Seit 1999 ist Maria Michalk außerdem Landesvorsitzende des Vereins donum vitae in Sachsen.

## Besonderes
Michalk gebührt das Verdienst für die erste Bundestagsrede in sorbischer Sprache. Sie sprach am 17. Juni 2004 zu Minderheitenfragen, es gab sogar einen sorbischsprachigen Wortwechsel mit einem anderen Lausitzer Abgeordneten. Hingegen konnte Bundestagsvizepräsident Hermann Otto Solms mangels Sorbischkenntnissen nicht gegen die Überschreitung der Redezeit einschreiten.

## Ehrungen
1994 erhielt sie das Bundesverdienstkreuz am Bande. Am 2. Juni 2007 wurde ihr von Landtagspräsident Erich Iltgen „in Anerkennung ihrer Verdienste um die in Sachsen lebenden Sorben“ die Sächsische Verfassungsmedaille verliehen.